# Mágocs
Mágocs (en alemán: Magotsch) es una ciudad en elcondado de Baranya, Hungría.

## Demografía
En 2024, la ciudad tenía una población total de 2 122 habitantes. En 2022, la población era 90,8% húngara, 7,6% alemana, 5,9% gitana y 1,6% de origen no europeo. La población era 48,5% católica y 3,6% luterana.